# Ernobius kiesenwetteri
Ernobius kiesenwetteri är en skalbaggsart som beskrevs av Friedrich Julius Schilsky 1898. Ernobius kiesenwetteri ingår i släktet Ernobius, och familjen trägnagare. Arten har ej påträffats i Sverige.